# کلی آرمسترانگ
کلی مایکل آرمسترانگ (متولد ۸ اکتبر ۱۹۷۶) یک وکیل و سیاستمدار آمریکایی است که از سال ۲۰۱۹ به عنوان نماینده ایالات متحده در حوزه کنگره داکوتای شمالی خدمت می‌کند. او که عضو حزب جمهوری‌خواه بود، از سال ۲۰۱۲ تا ۲۰۱۸ به عنوان سناتور ایالت داکوتای شمالی از ناحیه ۳۶ و از سال ۲۰۱۵ تا ۲۰۱۸ رئیس حزب جمهوری‌خواه داکوتای شمالی بود.
آرمسترانگ در سال ۱۹۹۵ از دبیرستان دیکنسون فارغ‌التحصیل شد. او پس از گذراندن سال اول دانشکده حقوق در کالج ویلیام و مری، لیسانس هنر را در روان‌شناسی از دانشگاه داکوتای شمالی در سال ۲۰۰۱ و دکترای حقوقی را از دانشکده حقوق دانشگاه داکوتای شمالی در سال ۲۰۰۳ به دست آورد.